# Max Valier
Max Valier (Bolzano, 9 febbraio 1895 – Berlino, 17 maggio 1930) è stato un astronomo, scrittore e un pioniere della missilistica austriaco.

## Biografia

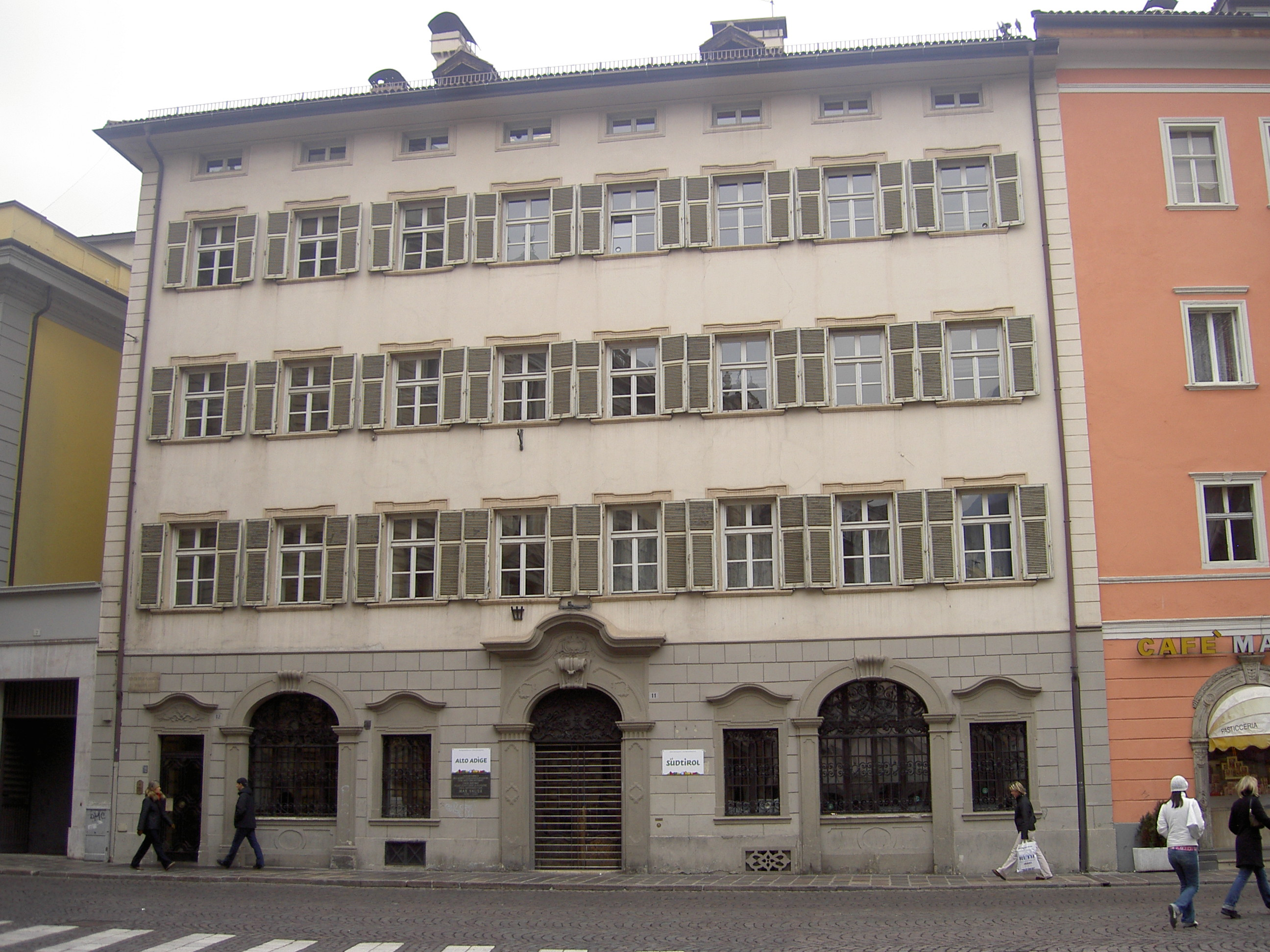
Casa natale di Max Valier a Bolzano

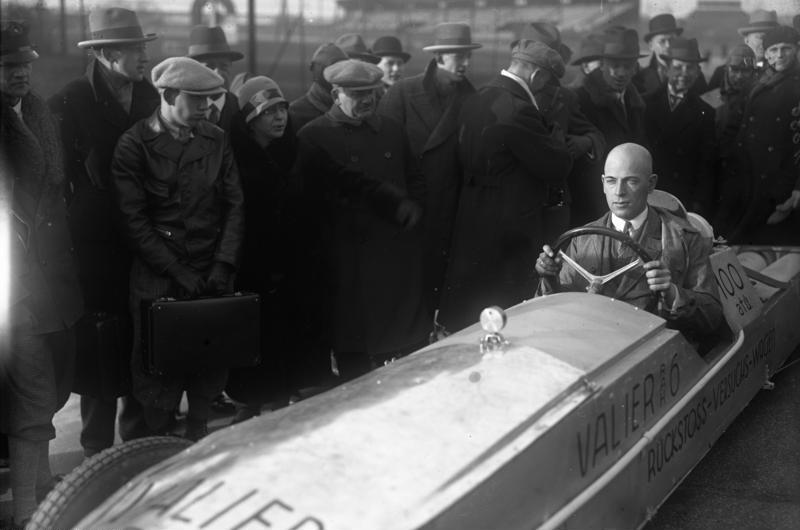
Max Valier su un'automobile a reazione

Sin da giovane Valier fu affascinato dall'astronomia. Dopo essersi diplomato al Ginnasio dei Francescani di Bolzano, nel 1913 cominciò ad Innsbruck lo studio universitario in astronomia, meteorologia, matematica e fisica. Per lo scoppio della prima guerra mondiale, nel 1915 fu richiamato sotto le armi nell'esercito austro-ungarico. Prestò servizio inizialmente nel servizio meteorologico, poi nell'aeronautica, anche come collaudatore di aerei.
Dopo la guerra Valier non riprese gli studi, ma intraprese la carriera di scrittore di opere scientifiche e fantascientifiche. Fra gli altri pubblicò un racconto, Spiridion Illuxt, nel quale previde la bomba atomica. Nel 1923, ispirato dal libro di Hermann Oberth Mit der Rakete zu den Planetenräumen (Sui razzi nello spazio interplanetario), Valier scrisse un testo divulgativo per spiegare anche ai non esperti le teorie sui viaggi spaziali. Con l'aiuto dello stesso Oberth scrisse Der Vorstoß in den Weltenraum (L'avanzata nello spazio), pubblicato nel 1924, nel quale era descritto un programma per lo sviluppo della tecnica dei razzi. Fu un enorme successo: 6 edizioni tra il 1924 e il 1930. A questo seguirono numerosi articoli sul tema: Da Berlino a New York in un'ora, Un viaggio verso Marte.
Negli anni venti si spese in favore della contestata Welteislehre, la teoria del ghiaccio cosmico, dell'ingegnere austriaco Hanns Hörbiger, che oggi è considerata una pseudoscienza.
Nel 1927 è fra i fondatori, insieme a Willy Ley e Walter Neubert, dell'"Associazione per i viaggi nello spazio" (Verein für Raumschiffahrt). Dell'associazione, attiva fino al 1933, faranno in seguito parte anche Klaus Riedel, Rudolf Nebel, Wernher von Braun, Hermann Oberth, Walter Hohmann, Hermann Noordung, Kurt Heinisch, Eugen Sänger, Rolf Engel.
A partire dal 1928 Valier sviluppò, in collaborazione con il costruttore di razzi pirotecnici Friedrich Wilhelm Sander e l'industriale dell'automobile Fritz von Opel, i primi mezzi sospinti da razzi. Per sopraggiunti dissidi con von Opel (che aveva visto l'operazione in primo luogo come pubblicità per la sua Opel), la collaborazione fu interrotta.
Nel 1929 sulla superficie gelata del lago Starnberg, stabilì un record di velocità: 400 km/h.
Il 17 maggio 1930 Max Valier morì in seguito ad un'esplosione durante il collaudo di un razzo: è stata la prima vittima dei viaggi nello spazio.
Fu sepolto nel Westfriedhof di Monaco di Baviera.

## Influenza culturale
Il lavoro di Max Valier fu poi portato avanti da Wernher von Braun. Anche questi era stato ispirato dal libro di Oberth.
Nella sua città natale, Bolzano, gli sono stati dedicati una scuola (l'istituto tecnico industriale in lingua tedesca), una via ed un'associazione di astrofili dilettanti. L’istituto tecnico che porta il suo nome ha costruito un satellite, chiamato Max Valier Sat, che è stato lanciato in orbita nel 2017.
In aggiunta, gli è stata dedicata un'altra via nella frazione di San Giacomo, comune di Laives (comune confinante al comune di Bolzano) ed una a Brunico.
Un cratere sulla faccia lontana della Luna porta il suo nome (Cratere Valier).
I propulsori di manovra (OMS) della navetta spaziale Space Shuttle sono chiamati i Valier's, in memoria di Max Valier.
In Alto Adige, in località San Valentino nel Comune di Cornedo all'Isarco, a circa 20 km da Bolzano, è stato realizzato l'osservatorio astronomico in memoria del pioniere dello spazio Max Valier.